# Route nationale 3 (Guinée)
Pour les articles homonymes, voir Route nationale 3.
La route nationale 3 (N3) est une route nationale en Guinée, commençant à Conakry à la jonction avec la N1 et la N4 et se terminant à Boké à la frontière de la Guinée-Bissau.
La route nationale N3 est l'artère routière qui relie les mines de bauxite, les raffineries de l'aluminium extrait de la bauxite et les pays limitrophes au nord, et elle fait partie, avec la route nationale N4, de l'Autoroute transafricaine.
Elle fait 316 km de long.

## Parcours
- Conakry
- Dubréka
- Boffa
- Tougnifili
- Kolaboui
- Boké
- Frontière entre la Guinée et la Guinée-Bissau

## Galerie

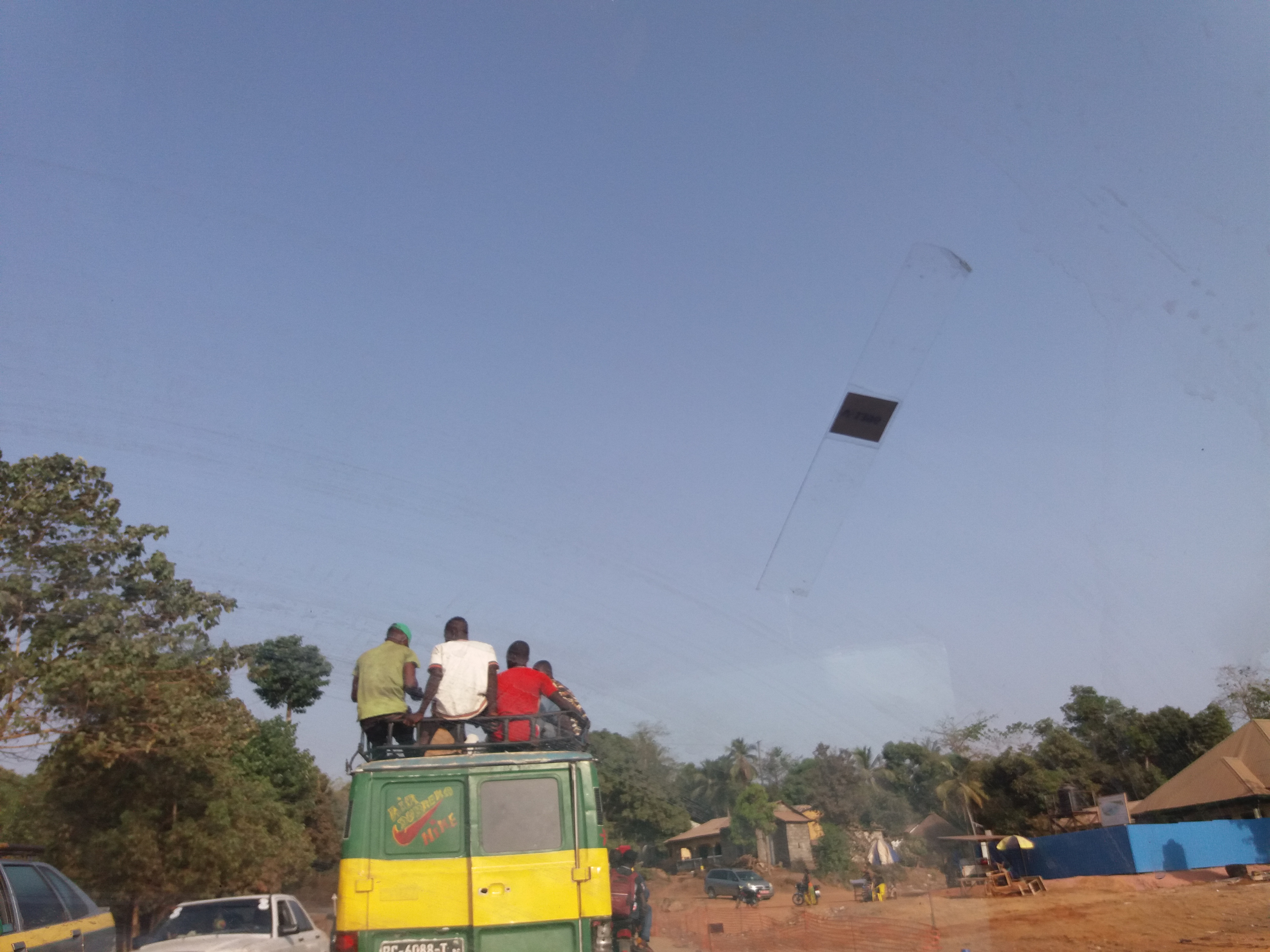
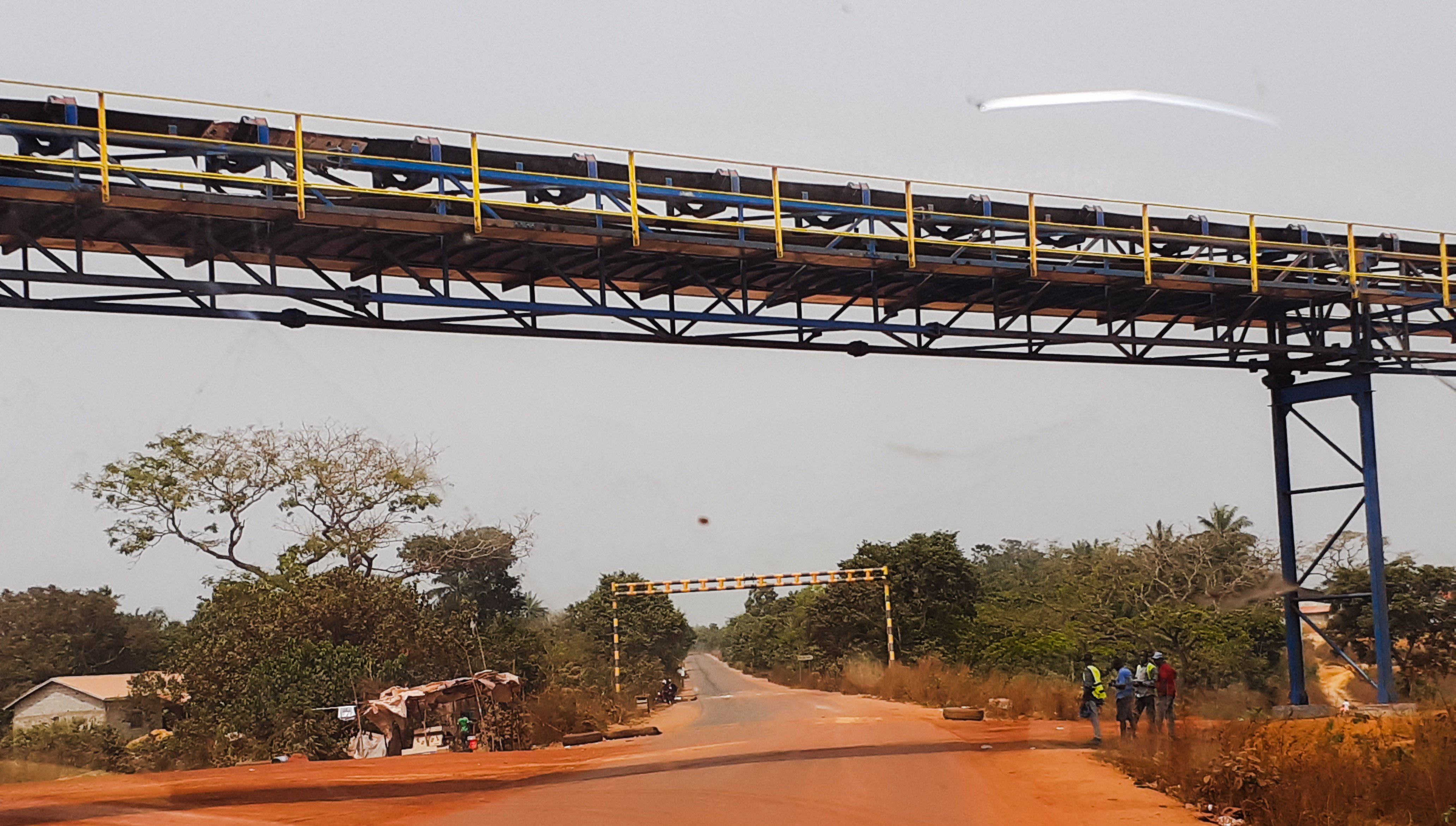
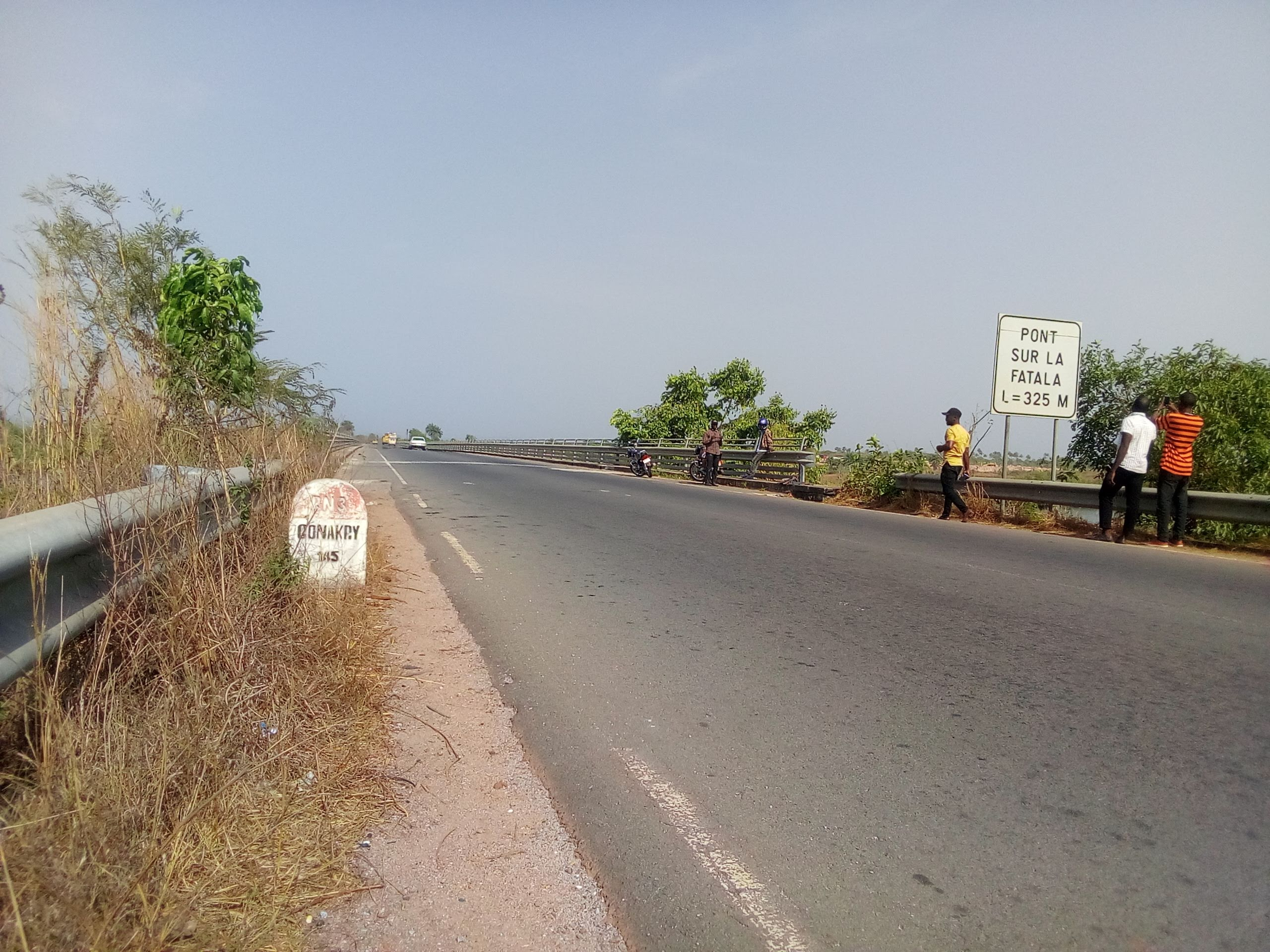
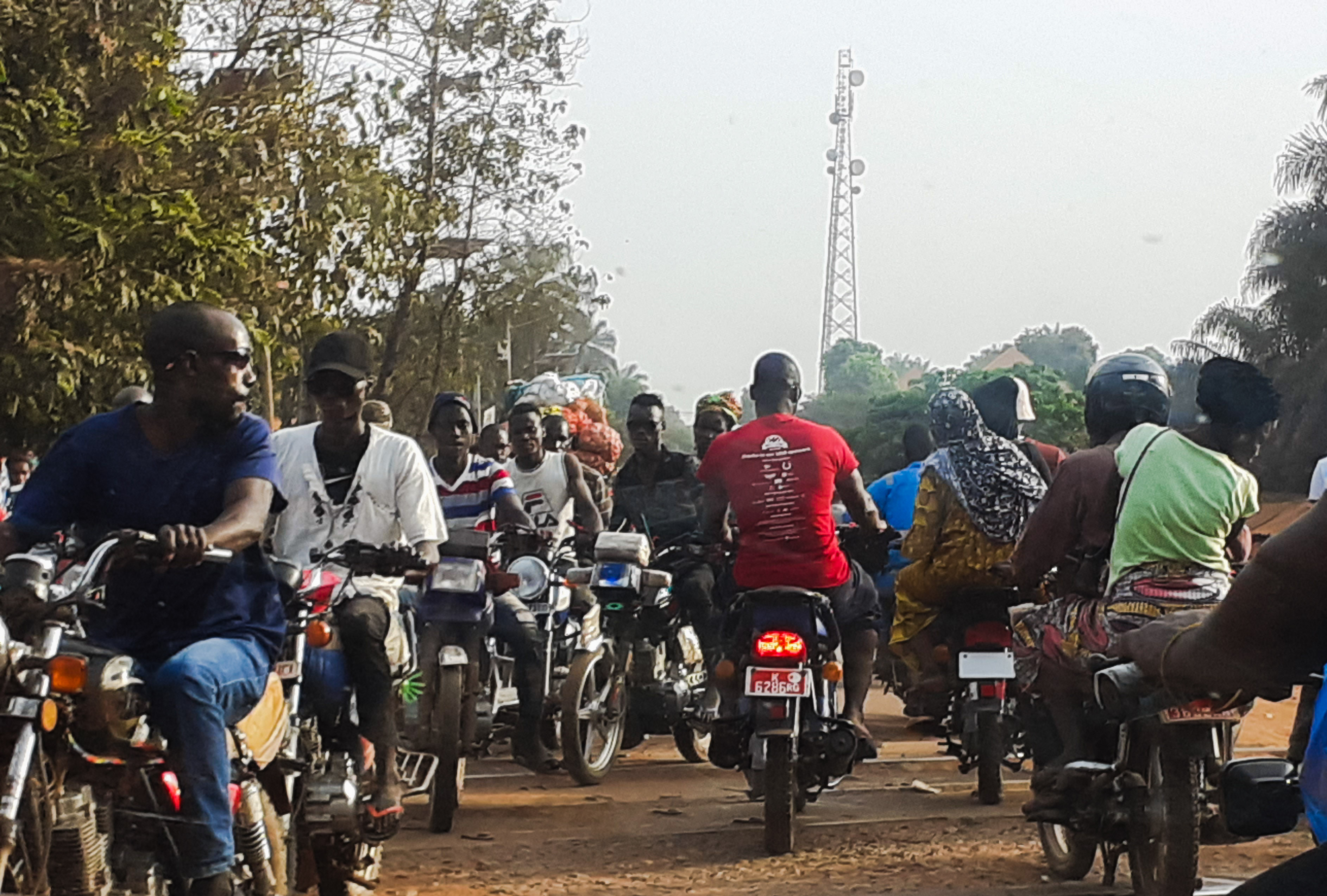

## Passages à niveau
| nombre | Emplacement | Autoroute |
| ------ | ----------- | --------- |
| 1      | Bouramaya   | N21       |
| 2      | Kolaboui    | N20       |
| 3      | Boké        | N23       |

## Liens
- Ministère des transports
- Travaux de construction et de bitumage de la route Boké Gaoual